# سارا يوهانسون (لاعبة كرة يد)
سارا يوهانسون (بالسويدية: Sara Johansson)‏ (2 أكتوبر 1992) هي لاعبة كرة يد من السويد. تلعب حاليًا لنادي ياندرز والمنتخب السويدي.

## وصلات خارجية
- سارا يوهانسون على موقع الاتحاد الأوروبي لكرة اليد (الإنجليزية)